# District métropolitain de Dudley

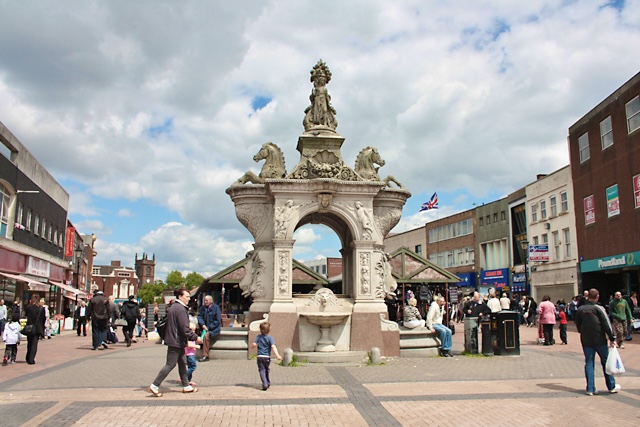
Dudley, le centre administratif de l'arrondissement

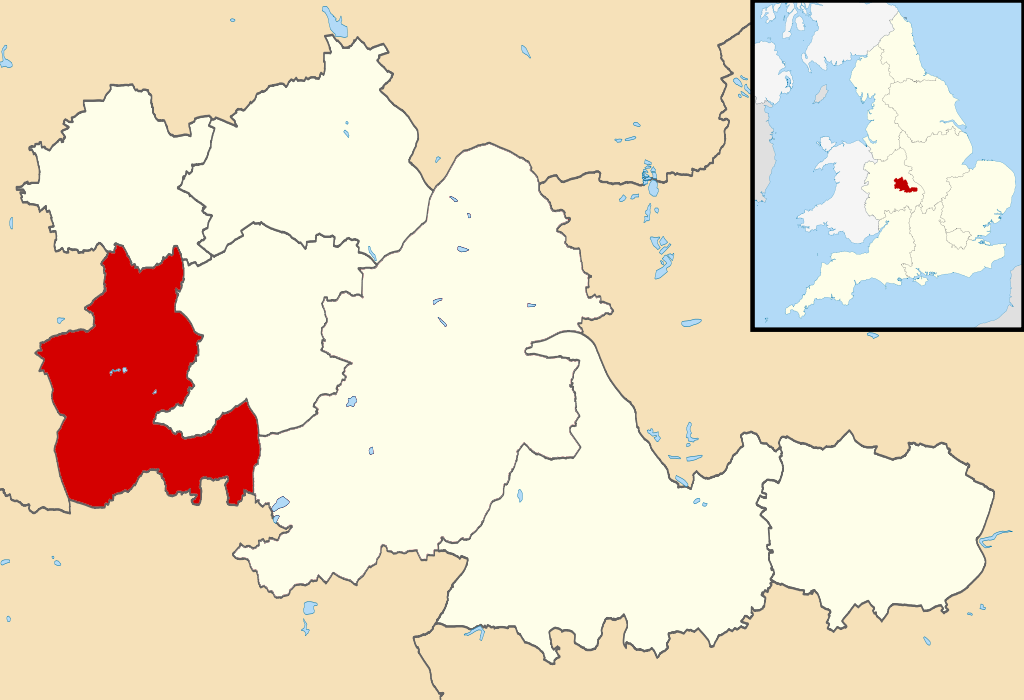
Localisation du district métropolitain de Dudley dans les Midlands de l'Ouest

Le district métropolitain de Dudley est un district métropolitain des Midlands de l'Ouest.
Le district est créé le 1er avril 1974, par le Local Government Act de 1972. Il est issu de la fusion des districts municipaux de Stourbridge et Halesowen. Il jouxte Sandwell à l'est, la ville de Birmingham au sud-est, Bromsgrove au sud, le district de South Staffordshire à l'ouest et la ville de Wolverhampton au nord.

## Crédit d'auteurs
- (en) Cet article est partiellement ou en totalité issu de l’article de Wikipédia en anglais intitulé « Metropolitan Borough of Dudley » (voir la liste des auteurs).